# Fabian Heldner
Fabian Heldner (* 24. Juni 1996 in Visp) ist ein Schweizer Eishockeyspieler, der seit Juli 2019 beim Lausanne HC aus der Schweizer National League unter Vertrag steht und dort auf der Position des Verteidigers spielt. Mit dem HC Davos gewann Heldner im Jahr 2015 die Schweizer Meisterschaft.

## Karriere
Heldner, der in Eyholz aufwuchs, entsprang der Nachwuchsbewegung des EHC Visp, 2012 kam er zu ersten Einsätzen für die Oberwalliser in der National League B (NLB).
Im Januar 2014 verpflichtete er sich beim HC Davos aus der National League A (NLA) bis 2017. In der Saison 2014/15 wurde er mit dem HCD Schweizer Meister. Internationale Erfahrung sammelte er mit den Bündnern in der Champions Hockey League sowie beim Spengler Cup. Im April 2019 verliess Heldner nach fünf Jahren und über 200 Spielen den HC Davos und wechselte zum Lausanne HC.

### International
Heldner war Schweizer Internationaler in den Altersklassen U16, U17, U18 und U20. Von Ende Dezember 2015 bis Anfang Januar 2016 spielte er an der U20-Junioren-Weltmeisterschaft 2016 in Finnland.
Anfang Februar 2017 wurde er ins Kader der Schweizer A-Nationalmannschaft berufen. In der Folge nahm der Verteidiger an der Weltmeisterschaft 2021 teil.

## Erfolge und Auszeichnungen
- 2015 Schweizer Meister mit dem HC Davos
- 2024 Schweizer Vizemeister mit dem Lausanne HC
- 2025 Schweizer Vizemeister mit dem Lausanne HC

## Karrierestatistik
Stand: Ende der Saison 2024/25

### International
Vertrat die Schweiz bei:
- U20-Junioren-Weltmeisterschaft 2016
- Weltmeisterschaft 2021

(Legende zur Spielerstatistik: Sp oder GP = absolvierte Spiele; T oder G = erzielte Tore; V oder A = erzielte Assists; Pkt oder Pts = erzielte Scorerpunkte; SM oder PIM = erhaltene Strafminuten; +/− = Plus/Minus-Bilanz; PP = erzielte Überzahltore; SH = erzielte Unterzahltore; GW = erzielte Siegtore; 1 Play-downs/Relegation; Kursiv: Statistik nicht vollständig)